# Бергауэр, Йозеф
Йозеф Бергауэр (нем. Josef Bergauer; 26 января 1880, Ла-ан-дер-Тайя, Нижняя Австрия — 21 июля 1947, Вена) — австрийский актёр театра и кино, певец, писатель
 и публицист.

## Биография
Родился в семье фермера. В раннем возрасте у него проявился талант к музыке и пению, стал певчим в церкви, научился играть на фортепиано и скрипке.
Изучал право в Венском университете, после его окончания работал судебным чиновником.
Испытывая тягу к сцене, с 1907 года (с перерывом на военную службу в австро-венгерской армии в годы Первой мировой войны) был актёром и певцом. За исключением Бургтеатра, играл почти на всех сценах Вены, выступал на радио. Среди прочего, играл в пьесах И. Нестроя, Ф. Раймунда и Л. Анценгрубера, читал со сцены произведения старой австрийской поэзии.
Снимался кино.
Кроме театральной деятельности, занимался историей венской культуры. Автор книги-путеводителя «Звучащая Вена» (1946), посвященной известным композиторам, «По следам известных людей в Вене» (1948) о знаменитостях давно минувших дней. Бергауэр также писал песни для хора и оркестра.
Похоронен на Кладбище Дёблинг в Вене.

## Избранные произведения
- Auf den Spuren berühmter Menschen in Wien. Österreichischer Bundesverlag, Wien 1949.
- Tausendschönchen und zwei andere Märchen. Eberle Verlag, Wien 1947.
- Das klingende Wien. Verlag J. Günther, Wien 1941.
- Das stramme Exerzieren und das gute Kommandieren. Harbauer, Wien 1918.
- Der deutsche Michl. Hahn & Goldmann, Wien 1915.

## Фильмография
- 1919: Der Mord an der Bajadere
- 1920: Lasset die Kleinen zu mir kommen
- 1920: Der Leiermann
- 1934: Hohe Schule
- 1935: …nur ein Komödiant
- 1936: Romanze